# Brodziec alaskański
Brodziec alaskański (Tringa incana) – gatunek średniej wielkości ptaka z rodziny bekasowatych (Scolopacidae). Wędrowny. Gniazduje w północno-wschodniej Syberii, na Alasce i przyległym terytorium Kanady. Zimuje wzdłuż wybrzeża Oceanu Spokojnego na południe po Peru oraz na wyspach Oceanii, a jego zachodnia granica zasięgu przechodzi przez Nową Gwineę i Australię (gdzie również zimuje). Nie jest zagrożony wyginięciem. Stosunkowo słabo poznany, typowo dla zamieszkujących tereny górskie siewkowców.

## Taksonomia
Po raz pierwszy formalnie gatunek opisał Johann Friedrich Gmelin w 1789, jednak jego informacje były w całości oparte na opisie Johna Lathama z 1785 roku. Holotyp pochodził z wyspy Moorea w archipelagu Wysp Towarzystwa (Polinezja Francuska). Autor nadał nowemu gatunkowi nazwę Scolopax incana. Został pozyskany podczas trzeciej podróży Jamesa Cooka, kiedy okręty biorące udział w tej wyprawie zakotwiczone były w Opunohu Bay u wybrzeży Moorea (wówczas nazywanej Eimeo) od 30 września do 11 października 1777. Obecnie (2020) Międzynarodowy Komitet Ornitologiczny (IOC) umieszcza brodźca alaskańskiego w rodzaju Tringa. Większość okazów z trzeciej podróży Jamesa Cooka trafiła do kolekcji Josepha Banksa. Ten otrzymał również od Johna Webbera, artysty towarzyszącego Cookowi w podróży, ilustracje ptaków. Jedna z nich, oznaczona numerem 177, przedstawia brodźca alaskańskiego w szacie młodocianej lub spoczynkowej. Podpisana została „John Webber/1777” i oznaczona lokalizacją „Palmerstons Ile”. Przez ten atol wyprawa Cooka przeprawiła się w dniach 14–17 kwietnia 1777. Cztery lata przed Gmelinem brodźca alaskańskiego opisał John Latham. Wspomniał, że holotyp pochodził z wyspy Moorea oraz wysp Palmerston i jest w posiadaniu Josepha Banksa. Nie nadał gatunkowi nazwy naukowej, a jedynie określił go anglojęzyczną nazwą „Ash-coloured Snipe”. Opis upierzenia dotyczył ptaka młodocianego lub w szacie spoczynkowej. Nie ma dowodów na to, by Latham opierał się na wspomnianej ilustracji o numerze 177 i by w ogóle oglądał prace Webbera przy przygotowywaniu A general synopsis of birds. Stąd musiał opisywać właśnie holotyp gatunku. Współcześnie ten już nie istnieje; najprawdopodobniej nie przetrwał dłużej niż do połowy XIX wieku.
IOC nie wyróżnia podgatunków, podobnie jak autorzy HBW. Dawniej brodźca alaskańskiego łączono w jeden gatunek z brodźcem szarym (T. brevipes). Obydwa te gatunki umieszczano też w rodzaju Heteroscelus. Badania genetyczne wykazały, że należą one do Tringa i rozdzieliły się 4,8–6,6 mln lat temu. W 2006 American Ornithologists’ Union zaakceptowała zmianę nazwy z Heteroscelus incanus na Tringa incana.
Epitet gatunkowy incana oznacza z łaciny „jasnoszara”, „siwa”. Anglojęzyczna nazwa brodźca alaskańskiego to Wandering Tattler. Oznacza ona „wędrującego” czy „włóczącego się” brodźca (nazwa „Tattler” zarezerwowana jest jednak jedynie dla dwóch przedstawicieli Tringa). Istotnie są to wędrujące ptaki – udając się na zimowiska, mają do przebycia co najmniej 3500 km, a niektóre osobniki przemieszczają się dalej na różne z wysp Oceanii. Ta specyfika gatunku odzwierciedlona jest również we francuskiej nazwie – chevalier errant, od errant – „zbłąkany”, „błędny”; chevalier oznacza rycerza (nazwa gatunkowa dosłownie oznacza „błędnego rycerza”), ale i brodźca.

## Morfologia
Długość ciała wynosi 26–29 cm; masa ciała – 60–169 g; rozpiętość skrzydeł – 54–66 cm. Samice brodźców alaskańskich są przeciętnie większe od samców, typowo dla monogamicznych bekasowatych. Jest to znacząca różnica, inaczej niż u brodźców szarych. Nie stwierdzono, by dymorfizm płciowy przejawiał się też w upierzeniu; płeć u brodźców alaskańskich oprócz użycia wymiarów ciała można rozróżnić badaniami genetycznymi, obserwacją zachowania i mierzeniem szerokości kloaki.
Wierzch ciała, w tym ciemię, tył szyi, skrzydła i ogon mają jednolitą łupkowoszarą barwę. Wyróżniają się jedynie bardzo wąskie białe końcówki pokryw nadogonowych, pokryw skrzydłowych większych oraz wewnętrznych pokryw pierwszorzędowych. Większe spośród pokryw pierwszorzędowych i 5 zewnętrznych lotek I rzędu odznaczają się bardziej ciemną szarą barwą w porównaniu do reszty skrzydła. Obecna biała brew i wąski pasek za okiem; kantarek ciemny. Policzki, pokrywy uszne, tylna część brwi, gardło wraz z brodą oraz boki i przód szyi w sezonie lęgowym są białe z szarymi paskami. Pozostała część spodu ciała pokryta jest wyraźnymi V-kształtnymi ciemnoszarymi paskami; po bokach piersi i reszty tułowia dominuje jednak barwa szara. Jedynie brzuch i okolice kloaki mają barwę białą. Lotki III-rzędowe i pokrywy podskrzydłowe są ciemnoszare z wąskimi białymi końcówkami. Lotki oglądane od spodu są jaśniejsze od reszty skrzydła. Dziób czarny lub czarniawy z żółtawym nalotem u nasady (⅓ lub więcej długości dzioba) żuchwy. Rowek, na początku którego osadzone są nozdrza, kończy się w około ¾ długości dzioba. Według jednego ze źródeł taka kolorystyka dzioba występuje u ptaków w sezonie spoczynkowym, a u ptaków w kondycji rozrodczej dziób jest w większości oliwkowobrązowy po szary z ciemnoszarą końcówką. Tęczówka ciemnobrązowa. Nogi i stopy jaskrawożółte lub ochrowożółte.

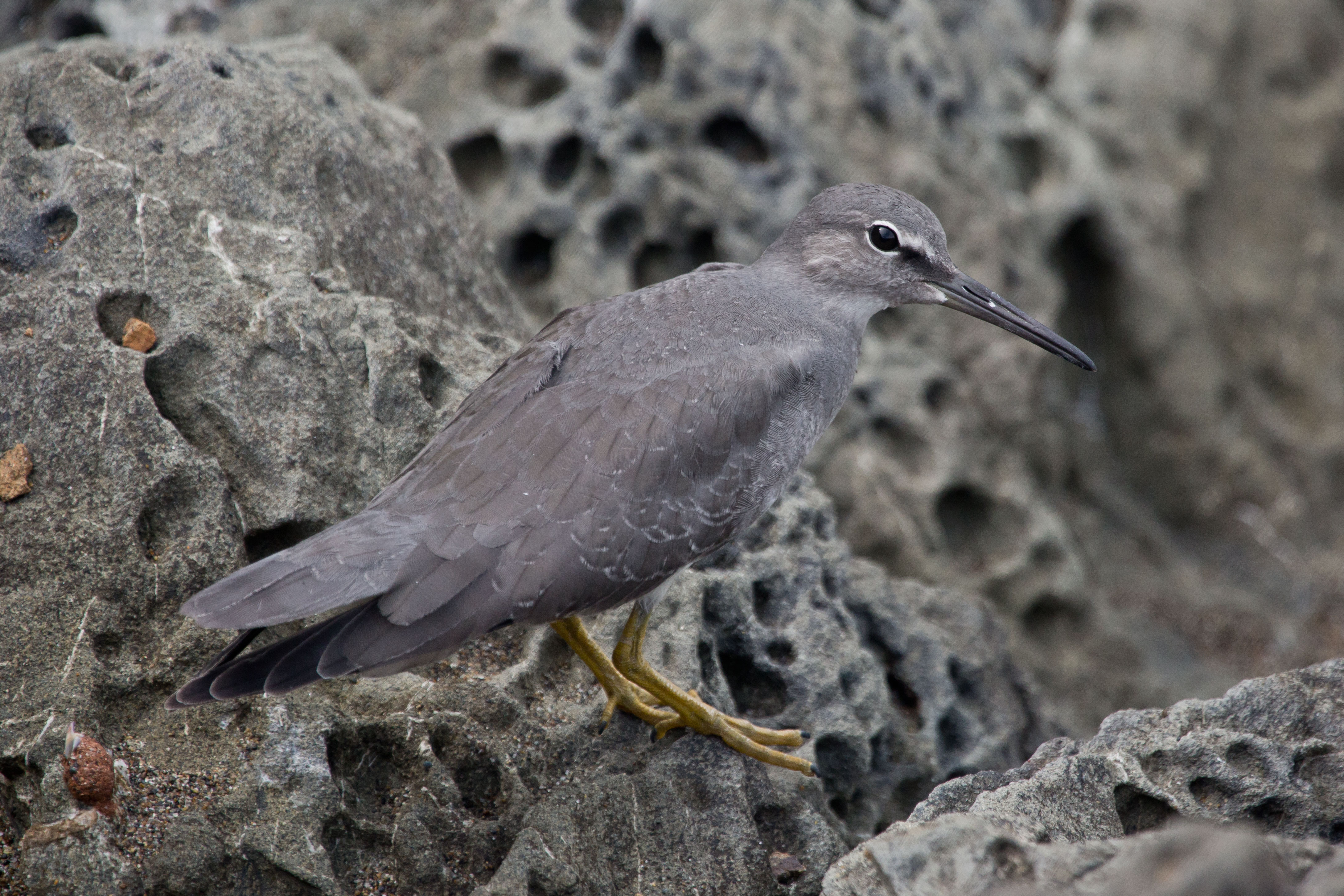
U osobników młodocianych na spodzie ciała, w tym gardle, brak pasków – podobnie jak u dorosłych w szacie spoczynkowej – a część piór wierzchu ciała ma białe końcówki

W szacie spoczynkowej większość upierzenia pozostaje taka sama. Brakuje jednak pasków na spodzie ciała, ten jest jednolicie łupkowoszary. Broda wraz z gardłem, tylna część brzucha i okolice kloaki są białawe, podobnie jak środkowe pokrywy podogonowe.
U osobników młodocianych pokrywy skrzydłowe, barkówki i lotki III rzędu mają wąskie białe końcówki i białe kropki, w świeżym upierzeniu jasnopłowe. Środkowe sterówki wzdłuż krawędzi mają białe plamki. Spód ciała wygląda podobnie jak u dorosłych w szacie spoczynkowej. Pierś i boki ciała wyróżniają się jednak nieregularnymi szarymi plamami i paskami.

## Zasięg występowania
Tereny lęgowe w Azji obejmują skrajnie północno-wschodnią Syberię. W Ameryce Północnej brodźce alaskańskie gniazdują na większości górskich terenów Alaski, od równoleżnika 58°N na północ, na wschód po rzekę Jukon przez terytorium o tej samej nazwie (do południka 138°W) i północno-zachodnią Kolumbię Brytyjską. Jedyne potwierdzone stanowiska lęgowe w Kolumbii Brytyjskiej do 1997 roku znajdowały się w skrajnie północno-zachodniej części prowincji w Górach Świętego Eliasza na zachód od przełęczy Chilkat. W południowo-wschodniej Alasce nie stwierdzono gniazdowania, ale na północnym krańcu Archipelagu Aleksandra jest ono wysoce prawdopodobne. Niemal na pewno brodźce alaskańskie gniazdują też na wyspie Kodiak, prawdopodobnie również na półwyspie Alaska, jednak nie ma na to bezpośrednich dowodów.
Brodźce alaskańskie zimują wzdłuż wybrzeża Oceanu Spokojnego. Większa część zasięgu poza sezonem lęgowym obejmuje wyspy Oceanii na południe od Hawajów, gdzie zimują regularnie, lecz zwykle nielicznie. Zimowiska położone są od południowo-zachodnich Stanów Zjednoczonych, głównie na południe od Kalifornii, oraz od zachodniego Meksyku na południe po Peru i Ekwador. Obejmują także wyspy środkowego i południowego Oceanu Spokojnego, w tym Wyspę Clippertona, Cocos Island, Galapagos, Malpelo. Dalej ciągną się po wschodnią Nową Gwineę oraz północno-wschodnią Australię. Na Nowej Gwinei brodźce alaskańskie spotykane są głównie we wschodnim regionie wyspy, w większości na przybrzeżnych wysepkach. Odnotowywane były również na Wyspach Aru, Manam i Waigeo. Przez Nową Gwineę i Australię przebiega zachodnia granica zasięgu gatunku. Na części zimowisk jego przedstawiciele mogli być przeoczani. Przykładowo do 1989 w regionie Panamy, Kostaryki, Nikaragui i Hondurasu brodźce alaskańskie stwierdzono tylko 5 razy; ze względu na zmiany w przebiegu granic państwowych w 2004 poczyniono de facto pierwszą obserwację dla Hondurasu. Do 1986 w Kolumbii stwierdzony raz.
Podczas wędrówek brodźce alaskańskie bywają spotykane w interiorze USA. Zalatujące osobniki odnotowywano we wschodnim Oregonie i wschodnim Waszyngtonie (to jest po odwrotnej stronie niż wybrzeże tych stanów), w Utah, w Arizonie, Teksasie i Massachusetts, leżącym na wschodnim wybrzeżu USA. W Kanadzie stwierdzano je również w prowincji Alberta, w Manitobie i Ontario. W Japonii pojawiają się bardzo lokalnie i nielicznie na przelotach lub na zimowiskach, od Hokkaido do Riukiu. W Chinach rzadkie. Niekiedy zimują na Tajwanie.

## Ekologia i zachowanie

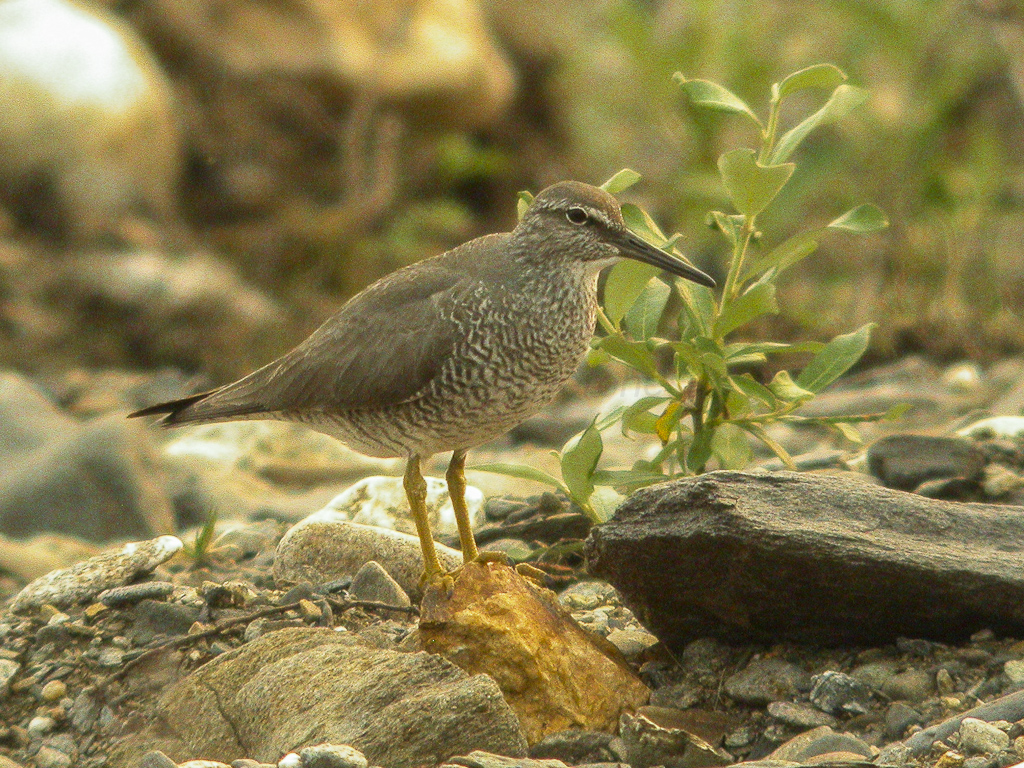
Brodziec alaskański w Nome, południowa Alaska

Brodźce alaskańskie są jednymi z najsłabiej poznanych ptaków Ameryki Północnej. Zwyczaje zamieszkujących tereny górskie siewkowych są ogółem niedostatecznie zbadane, co wynika z ich specyficznych zachowań, niedostępności miejsc gniazdowania oraz stosunkowo niskiego zagęszczenia. Pierwszy raz gniazdo brodźca alaskańskiego znaleziono w 1912, a pierwsze jaja pozyskano w 1923, prawie 150 lat po odkryciu gatunku. Jaja pochodziły z przypadkowo zauważonego gniazda – nad wysiadującym w nim ptakiem niemalże przejechano wozem konnym.

### Środowisko
Brodźce alaskańskie gniazdują w pobliżu górskich strumieni. W sezonie lęgowym żerują zazwyczaj na różnych nadwodnych skalistych obszarach. Mogą być one częściowo porośnięte lub pozbawione roślinności. Typowymi miejscami żerowania są brzegi jezior i strumieni u wybrzeży, w tym regularnie zalewane delikatnymi falami pasy żwiru lub otoczaków; para lęgowa obserwowana w Jukonie rzadko oddalała się na więcej niż 20 m od strumienia. Wybierają również między innymi wybrzeża z silnymi prądami, częściowo pokryte roślinnością rumowiska przy strumieniach, tereny pokryte kamieniami i bryłkami lodu oraz połacie lodu (czasami z warstwą mułu z wierzchu). Poza sezonem lęgowym występują niemal wyłącznie na skalistych wybrzeżach i rafach, niekiedy również na przyległych plażach i słodkowodnych zbiornikach. Wykorzystują struktury pochodzenia antropogenicznego, jak falochrony i molo. Unikają błotnistych równin. Rzadko pojawiają się w estuariach.
W Kolumbii Brytyjskiej podczas lęgów i przelotów brodźce alaskańskie odnotowywano od poziomu morza do 1300 m n.p.m. Gniazda opisywano zarówno z wybrzeży, jak i z miejsc położonych powyżej 1100 m n.p.m. (przykładowo dwa współczesne stwierdzenia z Jukonu dotyczyły gniazd na 1495 i 1600 m n.p.m.).

### Pożywienie
Skład pożywienia brodźców alaskańskich różni się w zależności od pory roku. Nie jest dobrze poznany, ale wydaje się zróżnicowany. Ogółem jego większą część stanowią bezkręgowce, szczególnie morskie (jak wieloszczety, mięczaki, w tym ślimaki Littorina, skorupiaki – między innymi obunogi, krewetki i słonaczki, Artemia salina) oraz wodne owady. Zjadają również niewielkie ryby, w tym głowaczowate (Cottidae) o długości 65–80 mm. Obserwowano osobniki poza sezonem lęgowym uganiające się za tułaczami hawajskimi (Ocypode ceratophthalmus), wśród zdobyczy w różnych regionach stwierdzano też nieokreślone „niewielkie kraby”, kraby Leptograptus variegatus i Uca. Do zjadanych przez nie owadów należą widelnice (Plecoptera), ochotkowate (Chironomidae), skorki (Dermaptera) i chruściki (Trichoptera).

### Tryb życia i zachowanie

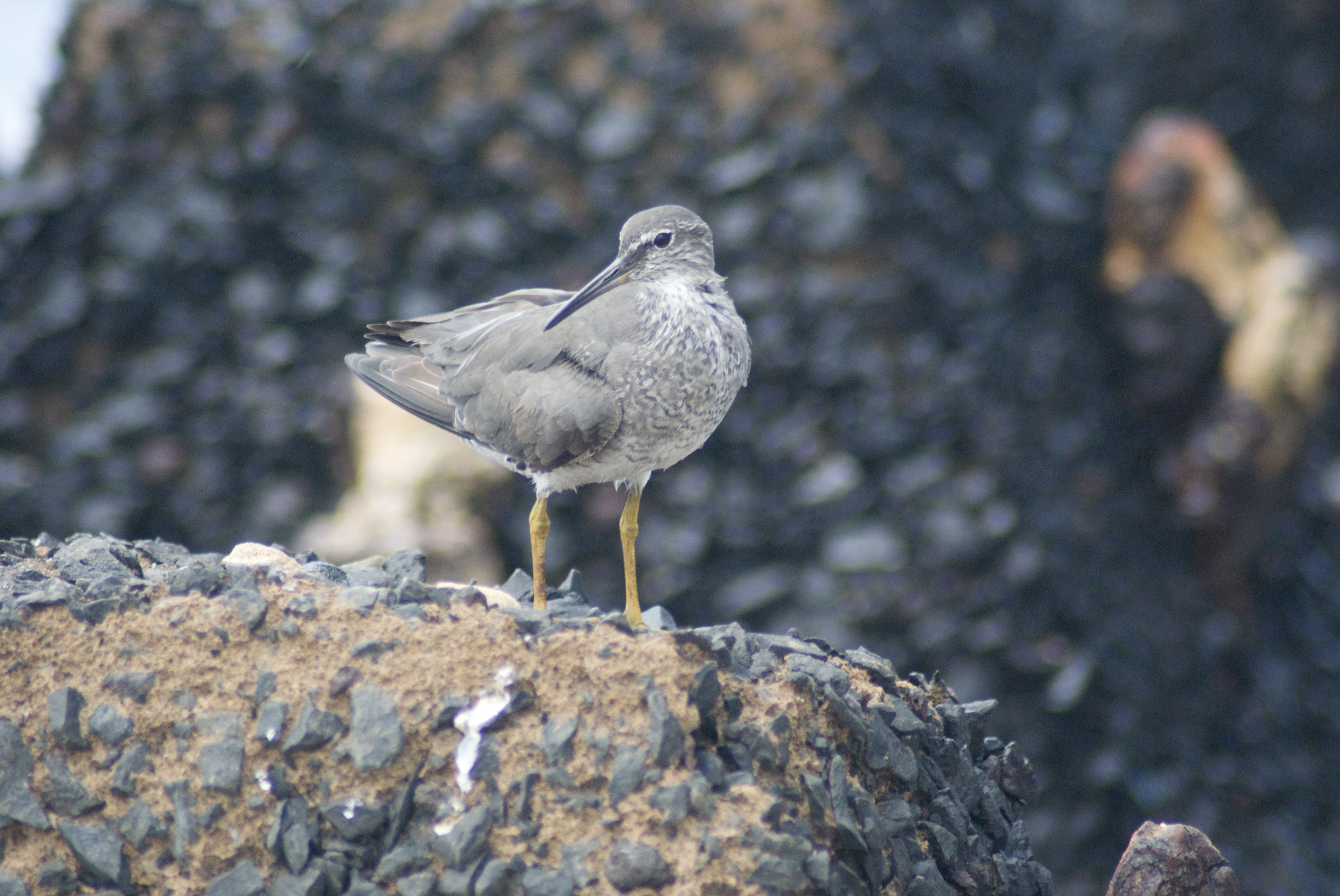
Brodziec alaskański w Kihei na hawajskiej wyspie Maui. Nieliczne osobniki zimują na Hawajach, dla większości jest to przystanek w drodze do innych wysp Oceanii

Zazwyczaj brodźce alaskańskie są obserwowane pojedynczo lub w niewielkich grupach podczas żerowania. Zwykle robią to w towarzystwie ptaków własnego gatunku, ale poza tym często przebywają wspólnie z kamusznikami i brzegowcami (Calidris virgata). Na wspólny odpoczynek zbierają się w większe skupiska. Podczas żerowania poruszają się chwiejnym krokiem i dygają niemalże bez przerwy, podobnie jak to czynią brodźce plamiste (Actitis macularius) i piskliwe (A. hypoleucos). Mogą biegać podczas wchodzenia w interakcje z innymi osobnikami lub w pogoni za ruchliwą zdobyczą. Często pozwalają do siebie blisko podejść, czasami w reakcji na zagrożenie chętniej kulą się zamiast odlatywać. W locie brodźce alaskańskie poruszają się lekko, szybko, z trzepoczącymi uderzeniami skrzydeł.
Podczas migracji brodźce alaskańskie przemieszczające się na Hawaje mają do przebycia co najmniej 3500 km, te udające się w dalsze rejony Oceanii – znacznie więcej. Na jesieni większość z tych ptaków przelatuje przez Hawaje falami. Dorosłe osobniki przelatują przez te wyspy od połowy lipca do sierpnia, a pierwszoroczne – od września do października; nieliczne zimują. W środkowym Jukonie większość brodźców alaskańskich przebywa do sierpnia, są jednak dowody na to, że część zostaje do września.

### Lęgi
Brodźce alaskańskie przebywają na terenach lęgowych od maja do sierpnia. W okolicach Victorii (Kolumbia Brytyjska) odnotowywano jednak ptaki przybywające na obszary gniazdowania już w lutym. Według wyników badań znad kanadyjskiego Turquoise Lake z końca lat 90. XX wieku jaja składane są od 6 do ponad 15 dni po przybyciu na tereny lęgowe; to znacznie dłuższy okres, niż wcześniej podawane 7–11 dni.
Gniazda umieszczane są w różnorodnych miejscach: między innymi na zboczach jezior wytopiskowych, na podłożu wśród rzadkich skupisk brzóz (Betula), Diapensia lapponica, bagna zwyczajnego (Ledum decumbens) i dębików (Dryas) oraz na żwirze w otoczeniu dębików, wierzb (Salix), kasjopei (Cassiope) i turzycy (Carex) oraz porostów Dactylina arctica i Flavocetraria. Bywają też budowane na skrajach hałd między kamieniami różnych rozmiarów. Mogą być ubogo wyściełane, z nielicznymi gałązkami i liśćmi, lub obficie i starannie – z poprzeplatanymi gałązkami wierzb i bagna, liśćmi wierzby i porostami (Alectoria). Przynajmniej do 2019 ekologię lęgową brodźców alaskańskich zbadano tylko w okolicach Turquoise Lake (wyniki opublikowano w 2015). Te same miejsca na gniazdo mogą być używane w następujących po sobie latach.
Zniesienie liczy przeważnie 4 jaja, okazjonalnie 3. Mają kształt podobny do gruszki lub owalny. Barwa tła skorupki to bardzo jasna zieleń lub kolor oliwkowy po niebieskozielony lub jasny niebieskozielony. Jest ona pokryta nieregularnymi szarobrązowymi, brązowymi, ciemnobrązowymi (niekiedy niemal czarnymi) i czerwonobrązowymi plamami, zwykle najgęściej rozmieszczonymi przy szerszym końcu jaja.
Inkubacja najprawdopodobniej trwa 23–25 dni, jednak informacje o czasie jej trwania są ograniczone. Wysiadują obydwa ptaki z pary, u obydwu występuje plama lęgowa. Młodymi opiekują się oboje rodzice. Zwykle pisklęta są pod stałą opieką w gnieździe do kilku godzin po wykluciu. Kilka dni później opuszczają gniazdo, wcześniej wychodząc jednak na krótkie okresy. Są wtedy w stanie samodzielnie żerować, ale wymagają jeszcze opieki rodziców. Samice w pewnym momencie zostawiają młode pod wyłączną opiekę samca. Osobniki młodociane wyruszają na południe po odlocie większości dorosłych. Przebywają poza terenami lęgowymi do osiągnięcia wieku 22–23 miesięcy, prawdopodobnie kolejny rok, dopóki nie ukończą 34–35 miesięcy.

## Status i zagrożenia
IUCN uznaje brodźca alaskańskiego za gatunek najmniejszej troski nieprzerwanie od 1988 (stan w 2024). Trend liczebności populacji nie jest znany (stan w 2023). 
Szacunki liczebności z 2006 roku (oparte na innych z 2002) mówią o 10–25 tys. osobników, z czego około 90% miało zamieszkiwać Amerykę Północną. Według danych z 2019 populacja liczy około 17,5 tysiąca osobników, z czego blisko 57% występuje na Alasce. Na jej terenie brodźce alaskańskie stwierdzono między innymi w Parku Narodowym Denali, PN Lake Clark (przy Turquoise Lake), PN Katmai. W 2023 roku organizacja Partners in Flight szacowała liczebność populacji na 18 tysięcy dorosłych osobników.